# Abe Lenstra Stadion
Abe Lenstra Stadion – stadion piłkarski, położony w mieście Heerenveen, Holandia. Oddany został do użytku 20 sierpnia 1994 roku. Od tego czasu swoje mecze na tym obiekcie rozgrywa zespół Eredivisie sc Heerenveen. Po przebudowie obiektu w latach 2003–2005, jego pojemność wynosi 26 800 miejsc (około 1 tys. miejsc stojących).
Stadion nosi imię holenderskiego piłkarza Abe Lenstra.